# اینوسنت پنجم

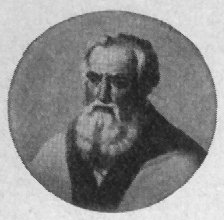

پاپ اینوسنت پنجم (به انگلیسی: Innocent V) یکی از پاپ‌های کلیسای کاتولیک رم بود که در فرانسه به دنیا آمد و از ۱۲۷۶ تا ۱۲۷۶ میلادی پاپ بود.